# Aderus saginatus
Aderus saginatus es una especie de coleóptero de la familia Aderidae. Fue descrita científicamente por Thomas Lincoln Casey en 1895.

## Distribución geográfica
Habita en California (Estados Unidos).